# Baryssinus silviae
Baryssinus silviae là một loài bọ cánh cứng trong họ Cerambycidae.